# HD 149026
HD 149026は、ヘルクレス座の方角に約257光年の位置にある黄色準巨星である。太陽よりも重く、大きく、明るいと考えられている。2005年時点で、周囲を公転する太陽系外惑星の存在が明らかになっている。この恒星の名前はヘンリー・ドレイパーカタログの識別番号である。

## 恒星
| 太陽 | HD 149026 |
| ---- | --------- |
| 太陽 | Exoplanet |

HD 149026は太陽の1.345倍の質量と1.541倍の半径を持つ準巨星である。その大きな質量から、約20億歳と比較的若いにも関わらず、既に太陽よりも進化の段階を経ていると考えられる。核内での水素の融合は終わりを迎えつつあり、赤色巨星への進化を始めている。HD 149026は約260光年離れた位置にあり、裸眼では見えないが、双眼鏡や小さな望遠鏡を用いると容易に観測することができる。
この恒星に含まれるヘリウムより重い元素の割合は、太陽の2倍以上である。この事実とこの恒星が比較的明るいことから、この特異な組成は単なる表面の汚染なのか、それとも重元素に富んだ惑星を飲み込んだものなのか、N2Kコンソーシアムの天文学者のグループはこの恒星の研究を始めている。

## 惑星系
2005年、この恒星を公転する異常な太陽系外惑星が発見された。HD 149026 bと名付けられたこの惑星はトランジット法で検出されたためその直径が測定され、既知のトランジット惑星の中では最も小さいことが明らかとなった。これは、親星近傍を公転する木星型惑星としては異常に密度が大きいことを意味する。表面温度は約2040℃と計算され、多量の赤外線を放出している。この惑星はほぼ全ての日射を吸収し、熱として宇宙空間に放出していると考えられている。
| 名称 （恒星に近い順） | 質量                    | 軌道長半径 （天文単位） | 公転周期 (日)     | 軌道離心率 | 軌道傾斜角 | 半径                  |
| --------------------- | ----------------------- | ----------------------- | ----------------- | ---------- | ---------- | --------------------- |
| b                     | 0.357+0.0135 −0.0114 MJ | 0.04288±0.00033         | 2.8758916±1.4e-06 | 0          | 85.3± 0.8° | 0.356+0.013 −0.011 RJ |

## 名称
2015年に国際天文学連合によって太陽系外惑星系の名前の公募と投票が行われた際にHD 149026系も募集の対象となった。2015年12月15日、フランスの Club d'Astronomie de Toussaint の提案に基づき、主星HD 149026にOgma（ゲール神話の戦いの神オグマに由来する）、惑星HD 149026 bにSmertrios（ガリア神話の戦いの神スメルトリオスに由来する）という名前を選定したことが国際天文学連合より発表された。
提案・投票段階では、主星の名はガリア・ローマ神話のオグミオスから採られたOgmiosだった。しかし、アモール群小惑星オグミオスと重複しており、事前に発表されていたルールに反していたため、同じケルト系ではあるがゲール（アイルランドやスコットランド）の相当する神であるOgmaに変更された。なお、スメルトリオスもオグミオス（オグマ）も、ヘラクレスと同一視されることのある神である。